# Villiers-Charlemagne

Villiers-Charlemagne este o comună în departamentul Mayenne, Franța. În 2009 avea o populație de 1,052 de locuitori.